# 卡拉莫·布朗
卡拉莫·布朗（英語：Karamo Brown，1980年11月2日—）是一位美国社会活动家和电视名人。他因为担任网飞真人秀节目《粉雄救兵》的文化專家而知名。布朗在2004年节目The Real World: Philadelphia上的出演使他成为真人秀节目史上第一位黑人同性恋者。他有古巴和牙买加血统。